# Paulo Fonseca
Paulo Alexandre Rodrigues Fonseca (Maputo, 5 marzo 1973) è un allenatore di calcio ed ex calciatore portoghese, di ruolo difensore, tecnico dell'Olympique Lione.

## Biografia
Nato in Mozambico, ai tempi colonia portoghese, da padre militare. Si trasferisce da bambino in Portogallo, a Barreiro, dopo la rivoluzione dei garofani.
Il 25 maggio 2018 ha sposato sul lago di Como il capo ufficio stampa dello Šachtar, Kateryna Ostrouško. La coppia ha due figli, Martin e Christian.

## Caratteristiche tecniche

### Allenatore
Dai primi anni della propria carriera ha adottato un 4-2-3-1 atipico, proponendo una difesa a 3 (sfruttando uno dei due mediani di centrocampo come difensore aggiunto) ed una salita simultanea dei due terzini in fase offensiva, ricorrendo al costante possesso palla ed alla difesa alta: questi schemi gli hanno fruttato molti successi allo Šachtar, dove poteva ricorrere ad interpreti quali Fred, Marlos e Taison.
All'approdo alla Roma, Fonseca si dichiarò inizialmente pronto a riproporre i suoi moduli calcistici già collaudati, salvo poi adottare un 4-2-3-1 più equilibrato (rinunciando, ad esempio, alla salita di entrambi i terzini), proponendo progressivamente un 3-4-2-1.

## Carriera

### Giocatore
Esordisce tra i professionisti nel 1991 con la Barreirense, dove resta fino al 1995. Viene quindi acquistato dal Porto, che lo gira in prestito a Leça, con cui debutta in massima serie, poi al Belenenses e infine al Marítimo. Nel 1998 viene acquistato dal Vitória Guimarães, dove resta per due stagioni senza trovare spazio. Nel 2000 si trasferisce all'Estrela Amadora, club nel quale chiude la carriera cinque anni più tardi e con cui segna 4 gol. Lascia l'attività agonistica nel giugno 2005, all'età di 32 anni.

### Allenatore

#### Esordi e Paços de Ferreira
Inizia la carriera da allenatore subito dopo il ritiro dall'attività agonistica, cominciando dalle giovanili dell'Estrela Amadora e poi allenando nelle serie minori portoghesi. Il 29 maggio 2012 viene chiamato dal Paços de Ferreira. La stagione coi Castores si conclude con un terzo posto, che consente uno storico accesso ai play-off di Champions League, mentre nella Coppa di lega portoghese non riesce ad andare oltre ai gironi e nella Coppa di Portogallo viene eliminato in semifinale dal Benfica.

#### Porto e ritorno al Paços de Ferreira

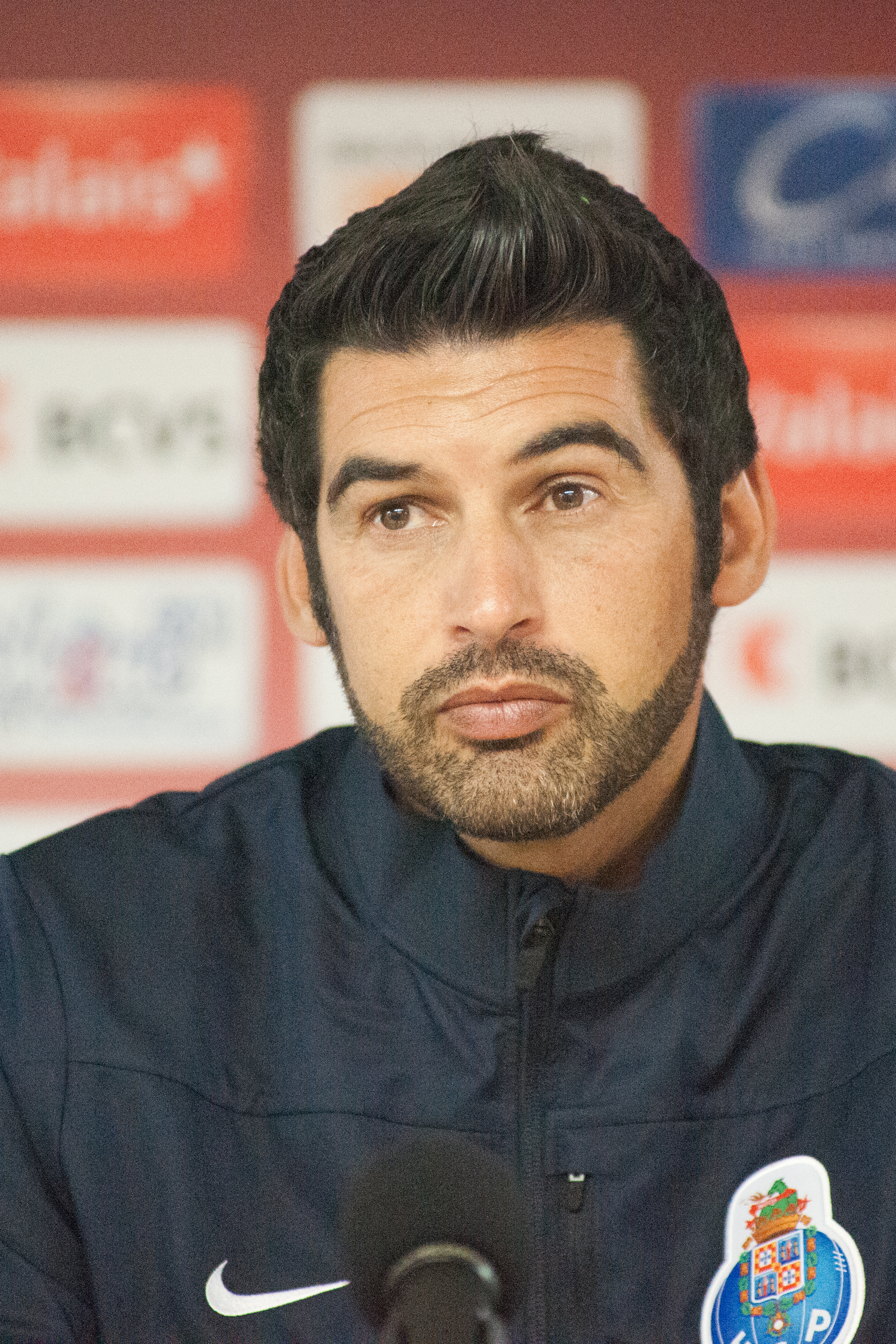
Fonseca al Porto nel 2013.

Il 10 giugno 2013 sostituisce Vítor Pereira sulla panchina del Porto. Coi Dragões vince il suo primo trofeo da allenatore, ovvero la Supercoppa di Portogallo contro il Vitória de Guimarães per 3-0. Nella Champions League non riesce a superare il proprio girone, arrivando terzo e accede ai sedicesimi di Europa League. Il 5 marzo 2014, a causa degli scarsi risultati in campionato, viene sollevato dall'incarico, lasciando la squadra al terzo posto. Chiude la sua esperienza dopo aver totalizzato 21 vittorie, 9 pareggi e 7 sconfitte.
Il 10 giugno torna nuovamente al Paços Ferreira; il giorno seguente viene presentato in conferenza stampa. La sua seconda stagione in maglia giallo-verde non si conclude nel migliore dei modi: viene dapprima eliminato dalla Coppa di Portogallo agli ottavi di finale dal Famalicão per 2-1, in seguito dalla Coppa di lega portoghese al secondo turno dall’União da Madeira e si piazza all'ottavo posto in campionato.

#### Braga
Il 2 luglio 2015 firma un contratto biennale con il Braga. Viene eliminato in semifinale della Coppa di lega portoghese dal Benfica per 2-1, mentre in Europa League si piazza al primo posto nel proprio girone, eliminando successivamente ai sedicesimi di finale il Sion e agli ottavi di finale il Fenerbahçe, ma alla fine viene estromesso ai quarti di finale dallo Šachtar; conquista però la Coppa di Portogallo contro il Porto, la sua ex squadra e si piazza al quarto posto in campionato.

#### Shakhtar Donetsk

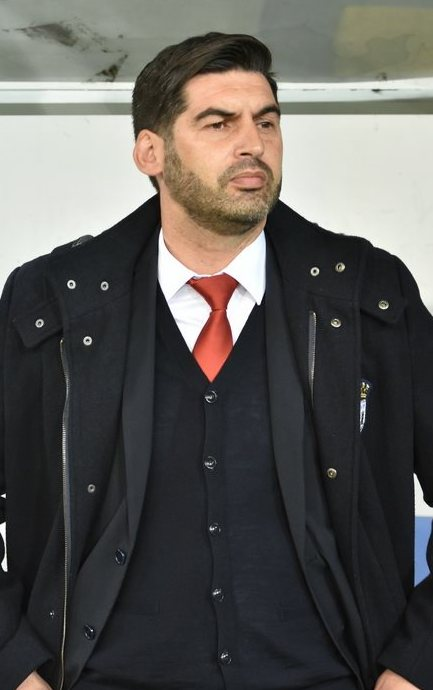
Fonseca allo nel 2016.

Il 31 maggio 2016 viene ufficializzato il suo ingaggio da parte dello Šachtar, con contratto biennale. Perde la finale della Supercoppa d'Ucraina contro la Dinamo Kiev. In UEFA Champions League viene eliminato al terzo turno dei preliminari dallo Young Boys e accede alla fase a gironi dell’Europa League, dove si piazza al primo posto, per poi essere eliminato ai sedicesimi di finale dal Krasnodar. Vince con quattro giornate d'anticipo il campionato ucraino 2016-2017. Poche settimane dopo, sconfiggendo in finale di Coppa d'Ucraina i rivali della Dinamo Kiev (1-0), centra il double nazionale.
Nel 2017-2018 si aggiudica la Supercoppa d'Ucraina battendo per 2-0 la Dinamo Kiev e ottiene il secondo double, bissando i successi in campionato e in Coppa d'Ucraina. In Champions raggiunge gli ottavi di finale, dove viene eliminato dalla Roma. Nel 2018-2019 perde la supercoppa nazionale, ma si aggiudica nuovamente il campionato e la coppa nazionale, ottenendo il double per la terza volta di fila.
Complessivamente in tre anni totalizza 103 vittorie, 19 pareggi e 17 sconfitte in 139 partite, con sette trofei vinti.

#### Roma

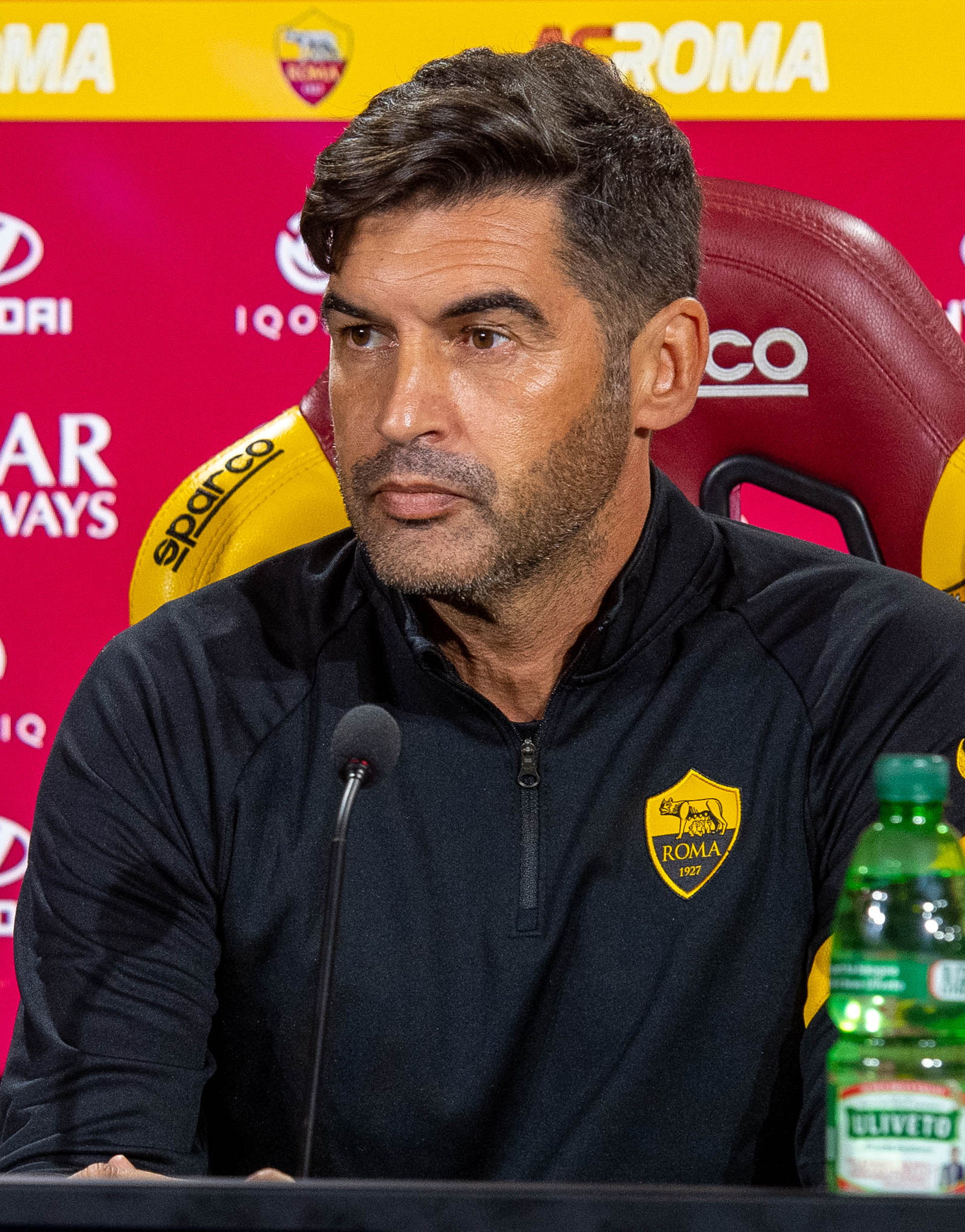
Fonseca nel 2020, allenatore della

L'11 giugno 2019 diviene il tecnico della Roma, con cui firma un contratto di due anni con opzione di rinnovo per il terzo. Debutta sulla panchina giallorossa il 25 agosto 2019, nella gara di campionato pareggiata con il Genoa. Fa la sua prima apparizione da allenatore giallorosso in Europa League il 19 settembre seguente, contro il İstanbul Başakşehir. Il 6 ottobre 2019, al termine della gara di campionato contro il Cagliari, Fonseca viene espulso per la sua prima volta in giallorosso, assieme al collaboratore Nuno Romano. La sua squadra conclude il campionato 2019-2020 al quinto posto in classifica e con l'estromissione agli ottavi in Europa League per mano del Siviglia ed ai quarti in Coppa italia, eliminata dalla Juventus. 
Alla prima giornata della Serie A 2020-2021 la sua squadra ottiene un pareggio per 0-0 sul campo contro il Verona, ma nei giorni seguenti il giudice sportivo assegna la vittoria per 3-0 a tavolino a favore dei veneti a causa dello schieramento del giocatore Amadou Diawara, iscritto erroneamente nella lista under 22. Viene eliminato agli ottavi in Coppa Italia, perdendo 4-2 in casa contro lo Spezia. Durante quest'ultima gara effettua sei sostituzioni, violando il regolamento della competizione, che ne consentiva solo cinque. Nel post-partita, tra Fonseca e il capitano Edin Džeko si apre un diverbio sulle scelte tattiche, con toni accesi, che determina l'esclusione del bosniaco dalla lista dei convocati della 19ª giornata di campionato. Ad aprile, eliminando ai quarti di finale l'Ajax, la Roma si qualifica alle semifinali di Europa League, dove subisce l'eliminazione contro il Manchester Utd. Il 4 maggio 2021 la società annuncia la separazione dal tecnico portoghese al termine della stagione 2020-2021, che si conclude con il settimo posto nella classifica di Serie A.

#### Lilla
Il 29 giugno 2022 firma un contratto biennale con il Lilla.
Il 7 agosto vince all'esordio in Ligue 1 per 4-1 contro l'Auxerre. Conclude il campionato 2022-2023 piazzandosi al quinto posto, mentre in Coppa di Francia è eliminato agli ottavi. Nel campionato 2023-2024 il Lilla chiude al quarto posto e centra la qualificazione ai preliminari della UEFA Champions League, mancando per 2 punti l'accesso diretto alla massima competizione europea per club. In Coppa di Francia viene eliminato agli ottavi, mentre in Conference League si spinge sino ai quarti. Al termine della stessa stagione l'allenatore lascia il club francese, alla scadenza naturale del proprio contratto.

#### Milan
Il 13 giugno 2024 viene ingaggiato dal Milan, con cui firma un contratto triennale. Esordisce sulla panchina dei rossoneri, dove sostituisce Stefano Pioli, il 17 agosto seguente in campionato, pareggiando in casa (2-2) contro il Torino. Il 22 settembre 2024 vince per 1-2 il derby contro l'Inter, riportando i rossoneri alla vittoria contro i nerazzurri dopo sei sconfitte consecutive nelle stracittadine. Il 5 novembre, in Champions League, dopo le due sconfitte iniziali, inanella quattro successi consecutivi, che il Milan non otteneva nella massima competizione continentale da diciannove anni; tra essi c'è la vittoria per 3-1 in casa dei campioni in carica del Real Madrid. I risultati altalenanti in campionato lo condannano però all'esonero: il 30 dicembre 2024, dopo il pareggio casalingo per 1-1 con la Roma, viene infatti sollevato dall'incarico, lasciando la squadra rossonera all'ottavo posto della classifica e venendo sostituito dal connazionale Sérgio Conceição.

#### Olympique Lione
Il 31 gennaio 2025 viene ingaggiato dall'Olympique Lione, in quel momento settimo nel campionato francese. Due giorni dopo al debutto rimedia una sconfitta contro l’Olympique Marsiglia per 3-2.
Il 2 marzo, durante la partita Lione-Brest (2-1), in seguito a una chiamata alla revisione al VAR dell'arbitro Benoît Millot per assegnare un calcio di rigore alla squadra avversaria, protesta animatamente di fronte al direttore di gara, mimando una testata, e viene espulso. Pochi giorni dopo, il 5 marzo, gli viene comminata una squalifica di nove mesi, valida fino al 15 settembre.

## Statistiche

### Statistiche da allenatore
Statistiche aggiornate al 17 maggio 2025. In grassetto le competizioni vinte.
| Stagione                 | Squadra                  | Campionato               | Campionato | Campionato | Campionato | Campionato | Coppe nazionali | Coppe nazionali | Coppe nazionali | Coppe nazionali | Coppe nazionali | Coppe continentali | Coppe continentali | Coppe continentali | Coppe continentali | Coppe continentali | Altre coppe | Altre coppe | Altre coppe | Altre coppe | Altre coppe | Totale | Totale | Totale | Totale | % Vittorie | Piazzamento |
| Stagione                 | Squadra                  | Comp                     | G          | V          | N          | P          | Comp            | G               | V               | N               | P               | Comp               | G                  | V                  | N                  | P                  | Comp        | G           | V           | N           | P           | G      | V      | N      | P      | %          | Piazzamento |
| ------------------------ | ------------------------ | ------------------------ | ---------- | ---------- | ---------- | ---------- | --------------- | --------------- | --------------- | --------------- | --------------- | ------------------ | ------------------ | ------------------ | ------------------ | ------------------ | ----------- | ----------- | ----------- | ----------- | ----------- | ------ | ------ | ------ | ------ | ---------- | ----------- |
| 2007-2008                | 1º Dezembro              | TD                       | 32         | 12         | 11         | 9          | CP              | 2               | 1               | 0               | 1               | -                  | -                  | -                  | -                  | -                  | -           | -           | -           | -           | -           | 34     | 13     | 11     | 10     | 38,24      | 9º          |
| 2008-2009                | Odivelas                 | CD                       | 32         | 9          | 10         | 13         | CP              | 3               | 2               | 0               | 1               | -                  | -                  | -                  | -                  | -                  | -           | -           | -           | -           | -           | 35     | 11     | 10     | 14     | 31,43      | 5º          |
| 2009-2010                | Pinhalnovense            | SD                       | 30         | 13         | 7          | 10         | CP              | 6               | 3               | 2               | 1               | -                  | -                  | -                  | -                  | -                  | -           | -           | -           | -           | -           | 36     | 16     | 9      | 11     | 44,44      | 7º          |
| 2010-2011                | Pinhalnovense            | SD                       | 30         | 13         | 11         | 6          | CP              | 6               | 4               | 1               | 1               | -                  | -                  | -                  | -                  | -                  | -           | -           | -           | -           | -           | 36     | 17     | 12     | 7      | 47,22      | 4º          |
| Totale Pinhalnovense     | Totale Pinhalnovense     | Totale Pinhalnovense     | 60         | 26         | 18         | 16         |                 | 12              | 7               | 3               | 2               |                    | -                  | -                  | -                  | -                  |             | -           | -           | -           | -           | 72     | 33     | 21     | 18     | 45,83      |             |
| 2011-2012                | Desp. Aves               | SL                       | 30         | 12         | 14         | 4          | CP+CdL          | 5+3             | 3+1             | 1+1             | 1+1             | -                  | -                  | -                  | -                  | -                  | -           | -           | -           | -           | -           | 38     | 16     | 16     | 6      | 42,11      | 3º          |
| 2012-2013                | Paços Ferreira           | PL                       | 30         | 14         | 12         | 4          | CP+CdL          | 6+5             | 4+4             | 1+0             | 1+1             | -                  | -                  | -                  | -                  | -                  | -           | -           | -           | -           | -           | 41     | 22     | 13     | 6      | 53,66      | 3º          |
| 2013-mar. 2014           | Porto                    | PL                       | 21         | 13         | 4          | 4          | CP+CdL          | 4+3             | 4+2             | 0+1             | 0+0             | UCL+UEL            | 6+2                | 1+0                | 2+2                | 3+0                | SP          | 1           | 1           | 0           | 0           | 37     | 21     | 9      | 7      | 56,76      | Eson.       |
| 2014-2015                | Paços Ferreira           | PL                       | 34         | 12         | 11         | 11         | CP+CdL          | 3+2             | 2+0             | 0+1             | 1+1             | -                  | -                  | -                  | -                  | -                  | -           | -           | -           | -           | -           | 39     | 14     | 12     | 13     | 35,90      | 8º          |
| Totale Paços de Ferreira | Totale Paços de Ferreira | Totale Paços de Ferreira | 64         | 26         | 23         | 15         |                 | 16              | 10              | 2               | 4               |                    | -                  | -                  | -                  | -                  |             | -           | -           | -           | -           | 80     | 36     | 25     | 19     | 45,00      |             |
| 2015-2016                | Braga                    | PL                       | 34         | 16         | 10         | 8          | CP+CdL          | 7+4             | 5+2             | 2+1             | 0+1             | UEL                | 12                 | 6                  | 2                  | 4                  | -           | -           | -           | -           | -           | 57     | 29     | 15     | 13     | 50,88      | 4º          |
| 2016-2017                | Šachtar                  | PL                       | 32         | 25         | 5          | 2          | KU              | 4               | 4               | 0               | 0               | UCL+UEL            | 2+10               | 1+9                | 0+0                | 1+1                | SU          | 1           | 0           | 1           | 0           | 49     | 39     | 6      | 4      | 79,59      | 1º          |
| 2017-2018                | Šachtar                  | PL                       | 32         | 24         | 3          | 5          | KU              | 4               | 4               | 0               | 0               | UCL                | 8                  | 5                  | 0                  | 3                  | SU          | 1           | 1           | 0           | 0           | 45     | 34     | 3      | 8      | 75,56      | 1º          |
| 2018-2019                | Šachtar                  | PL                       | 32         | 26         | 5          | 1          | KU              | 4               | 3               | 1               | 0               | UCL+UEL            | 6+2                | 1+0                | 3+1                | 2+1                | SU          | 1           | 0           | 0           | 1           | 45     | 30     | 10     | 5      | 66,67      | 1º          |
| Totale Šachtar           | Totale Šachtar           | Totale Šachtar           | 96         | 75         | 13         | 8          |                 | 12              | 11              | 1               | 0               |                    | 28                 | 16                 | 4                  | 8                  |             | 3           | 1           | 1           | 1           | 139    | 103    | 19     | 17     | 74,10      |             |
| 2019-2020                | Roma                     | A                        | 38         | 21         | 7          | 10         | CI              | 2               | 1               | 0               | 1               | UEL                | 9                  | 3                  | 4                  | 2                  | -           | -           | -           | -           | -           | 49     | 25     | 11     | 13     | 51,02      | 5º          |
| 2020-2021                | Roma                     | A                        | 38         | 18         | 8          | 12         | CI              | 1               | 0               | 0               | 1               | UEL                | 14                 | 10                 | 2                  | 2                  | -           | -           | -           | -           | -           | 53     | 28     | 10     | 15     | 52,83      | 7º          |
| Totale Roma              | Totale Roma              | Totale Roma              | 76         | 39         | 15         | 22         |                 | 3               | 1               | 0               | 2               |                    | 23                 | 13                 | 6                  | 4                  |             | -           | -           | -           | -           | 102    | 53     | 21     | 28     | 51,96      |             |
| 2022-2023                | Lilla                    | L1                       | 38         | 19         | 10         | 9          | CF              | 3               | 2               | 1               | 0               | -                  | -                  | -                  | -                  | -                  | -           | -           | -           | -           | -           | 41     | 21     | 11     | 9      | 51,22      | 5º          |
| 2023-2024                | Lilla                    | L1                       | 34         | 16         | 11         | 7          | CF              | 3               | 2               | 0               | 1               | UECL               | 12                 | 7                  | 4                  | 1                  | -           | -           | -           | -           | -           | 49     | 25     | 15     | 9      | 51,02      | 4º          |
| Totale Lilla             | Totale Lilla             | Totale Lilla             | 72         | 35         | 21         | 16         |                 | 6               | 4               | 1               | 1               |                    | 12                 | 7                  | 4                  | 1                  |             | -           | -           | -           | -           | 90     | 46     | 26     | 18     | 51,11      |             |
| lug.-dic. 2024           | Milan                    | A                        | 17         | 7          | 6          | 4          | CI              | 1               | 1               | 0               | 0               | UCL                | 6                  | 4                  | 0                  | 2                  | SI          | -           | -           | -           | -           | 24     | 12     | 6      | 6      | 50,00      | Eson.       |
| gen.-giu. 2025           | Olympique Lione          | L1                       | 15         | 9          | 0          | 6          | CF              | -               | -               | -               | -               | UEL                | 4                  | 2                  | 1                  | 1                  | -           | -           | -           | -           | -           | 19     | 11     | 1      | 7      | 57,89      | Sub., 6º    |
| Totale carriera          | Totale carriera          | Totale carriera          | 544        | 276        | 145        | 123        |                 | 81              | 54              | 13              | 14              |                    | 93                 | 49                 | 21                 | 23                 |             | 4           | 2           | 1           | 1           | 722    | 381    | 180    | 161    | 52,77      |             |

## Palmarès

### Allenatore

#### Club

##### Competizioni nazionali
- Supercoppa di Portogallo: 1

Porto: 2013
- Coppa del Portogallo: 1

Braga: 2015-2016
- Campionato ucraino: 3

Shakhtar: 2016-2017, 2017-2018, 2018-2019
- Coppa d'Ucraina: 3

Shakhtar: 2016-2017, 2017-2018, 2018-2019
- Supercoppa d'Ucraina: 1

Shakhtar: 2017